# Czwarty protokół (film)
Czwarty protokół (ang. The Fourth Protocol) – brytyjski film sensacyjny z 1987 roku w reżyserii Johna Mackenzie. Ekranizacja powieści pod tym samym tytułem autorstwa Fredericka Forsytha. Akcja filmu osadzona jest w czasach zimnej wojny. Główne role zagrali w nim Michael Caine i Pierce Brosnan.
Obraz został zaprezentowany w 1987 roku na włoskim festiwalu MystFest, gdzie był nominowany do nagrody za najlepszy film. Czwarty protokół przyniósł zyski w wysokości 12.423.831 $ na terenie Stanów Zjednoczonych.

## Fabuła
Dyrektor radzieckiego wywiadu chce wywołać konflikt pomiędzy Wielką Brytanią a Stanami Zjednoczonymi i przy okazji rozbić NATO. Powierza szalone zadanie jednemu z najbezwzględniejszych agentów, jakich ma – Walerijowi Piotrowskiemu. Ma on wywołać wybuch bomby atomowej w amerykańskiej bazie lotniczej położonej we wschodniej Anglii. Oznacza to naruszenie tajnego „Czwartego protokołu” układu o nierozprzestrzenianiu broni jądrowej z 1968. Działaniom Piotrowskiego będzie próbował zapobiec John Preston, błyskotliwy pracownik brytyjskiego kontrwywiadu.

## Obsada
- Michael Caine – John Preston
- Pierce Brosnan – Walerij Piotrowski / James Ross
- Ned Beatty – gen. Pawieł Pietrowicz Borisow
- Joanna Cassidy – Irina Wasiljewna
- Julian Glover – Brian Harcourt-Smith
- Michael Gough – Sir Bernard Hemmings
- Ray McAnally – General Karpov
- Ian Richardson – Sir Nigel Irvine
- Anton Rodgers – George Berenson
- Caroline Blakiston – Angela Berenson
- Joseph Brady – Carmichael
- Matt Frewer – Tom McWhirter
- Alan North – Govershin
- Ronald Pickup – Wynne-Evans
- Michael Bilton – Kim Philby

## Produkcja
Zdjęcia do filmu kręcono w Finlandii (Laponia) oraz w Anglii w następujących lokalizacjach: w Birmingham (hrabstwo West Midlands), Chelmsford i Colchester (hrabstwo Essex), Eton (hrabstwo Berkshire), Luton (hrabstwo Bedfordshire), Milton Keynes (hrabstwo Buckinghamshire), Ipswich (hrabstwo Suffolk), w hrabstwach Kent i Oxfordshire oraz w Londynie.